# Valle Rapegna
La Valle di Rapegna è una vallata nel centro delle Marche, in Provincia di Macerata. La valle, posta nel cuore del Parco Nazionale dei Monti Sibillini, vede come località principale l'omonimo Rapegna, frazione di Castelsantangelo sul Nera e la frazione di Nocelleto. La punta più a sud della zona confina con l'Umbria, nella propaggini meridionali della Provincia di Perugia.
La superficie della vallata risulta essere di poco inferiore ai nove chilometri quadrati. La Valle di Rapegna, o Valle Rapegna che dir si voglia, attraversata da un torrente che confluisce nel fiume Nera nei pressi di Castelsantangelo sul Nera, vede snodarsi alcuni itinerari molto caratteristici e piuttosto complessi, spesso con la premessa di un percorso escursionistico che tocchi tutte le estremità del bassopiano.